# ヴァルダル川
ヴァルダル川（ヴァルダルがわ、マケドニア語:Вардар / Vardar）、あるいはアクシオス川（ギリシャ語:Αξιός / Aksiós）は北マケドニアで最長の河川であり、ギリシャの主要河川のひとつ。総延長は388キロメートル、流域面積は2万5千平方キロメートルに及ぶ。

## 概要
ヴァルダル川は北マケドニアのゴスティヴァル自治体にある村ヴルトク（Вурток / Vrutok）を源流としている。川はゴスティヴァル、スコピエ、ヴェレスを流れ、ゲヴゲリヤ（Гевгелија / Gevgelija）、ポリカストロ / ルグノヴェツ（Πολύκαστρο / Polykastro、Ругуновец / Rugunovec）、アクシウーポリ（Αξιούπολη / Axioupoli、アクシオスの町）付近でギリシャとの国境を越える。その後ギリシャのマケドニア地方を流れ、ギリシャ北部の町テッサロニキの西でエーゲ海に達する
ヴァルダル川の流域は北マケドニア全土の3分の2に及んでおり、北マケドニアを表す地域名称「ヴァルダル・マケドニア」の名前の由来となっている（マケドニアを参照）。
川の渓谷はギリシャ領中央マケドニアのキルキス県およびテッサロニキ県、ゲヴゲリヤなどに肥沃な土壌を形成している。川の周囲は全域で山に覆われている。国道1号およびM1、E75道路が川に沿ってスコピエ近郊までこの渓谷を走っている。
河口はアリアクモン川の河口の近くにあり、一帯には大きな三角州がある。一帯には汽水のラグーン、塩性湿地および広大な干潟があり、低木林、河畔林、湿潤草地、ヨシ原および塩生植物の群落などの植生があり、1975年にラムサール条約登録地となった。

## ヴァルダリス風
川の渓谷はvardhárisあるいはヴァルダレツ（Вардарец / vardarec）と呼ばれ、北からの谷風の通り道となっており、テッサロニキ周辺に冷涼な空気を送り込んでいる。これは東ヨーロッパの気圧がエーゲ海よりも高い場合に起き、冬季によく起こる局地風の一種で、ヴァルダリスと呼ばれる（類似の現象に、フランスのミストラルがある）。ヴァルダリスは特にギリシャ領内において、局所的でとても強い風である。ヴァルダリスははじめは緩やかな北風であるが、ギリシャとマケドニア共和国を分ける高い山脈によって、一気に風はヴァルダル渓谷に集束し、強風となってテッサロニキ、アクシオス・デルタに吹き込む。

## 語源
- 「ヴァルダル」の最も有力な説として、インド・ヨーロッパ祖語で「黒い水」を意味する「*(s)wordo-wori-」に起源を持つトラキア語の「Bardários」が語源となっていると考えられる[2]。（cf. ドイツ語の 「schwarz」（黒）、ラテン語の「suāsum」（汚れ）、オセット語の「xuaræn」、（色）、ペルシャ語の「sioh」（黒）、古アイルランド語の「sorb」（しみ、汚れ）[3]）ギリシャ語名称の「アクシオス」も意訳、あるいは同じ意味であると考えられ、それ自身はインド・ヨーロッパ祖語の「*n.-sk(e)i」に起源を持つトラキア語である（cf.アヴェスター語の「axšaēna」（黒色の）[4]。同様の地名としてドナウ川の河口にも「Axíopa」（黒い水）という地名がみられ、後に同じ意味を持つスラヴ語でチェルナヴォダ（ブルガリア語でЧерна вода / Cherna voda、ルーマニア語でCernavodă）と改名された[5]。ヴァルダリオス（Βαρδάριος / Bardários）の名は古代ギリシャ人によって紀元前3世紀ごろ用いられ、同様の名前はその後のビザンティン時代も広く用いられ続けた。
- このほかの説では、トルコ語で「var」（持つ）と「dar」（窮屈）に起源を有し、水がそれほど多くないことに関係しているといわれる。
- ギリシャ語の名称であるアクシオス（Αξιός / Axios）はホメーロスの叙事詩『イリアス』（21巻141行, 2巻849行[6]）にもパイオニア（Παιονία / Paionia）人の故地として述べられ、アクシオスとは材木や森の木を意味するアクソス（άξος / axos）に由来するとしている。これは、ヴァルダル川が木材の運送に使われたことによる[7]。